# E-Prix di Long Beach 2016
L'E-Prix di Long Beach 2016 è stato il sesto appuntamento della seconda stagione del campionato di Formula E. La gara è stata vinta da Lucas Di Grassi ed ha visto la prima donna a cogliere punti nella categoria: Simona de Silvestro.

## Pre-gara

### Fanboost
Il fanboost è stato ottenuto da Nick Heidfeld, Jérôme d'Ambrosio e Lucas Di Grassi.

## Risultati

### Qualifiche
| Pos. | Nº | Pilota                 | Squadra                   | Q1     | SP     | Griglia |
| ---- | -- | ---------------------- | ------------------------- | ------ | ------ | ------- |
| 1    | 2  | Sam Bird               | DS Virgin Racing          | 56.821 | 57.261 | 1       |
| 2    | 11 | Lucas Di Grassi        | ABT Schaeffler Audi Sport | 57.131 | 57.270 | 2       |
| 3    | 4  | Stéphane Sarrazin      | Venturi                   | 57.136 | 57.412 | 3       |
| 4    | 23 | Nick Heidfeld          | Mahindra Racing           | 57.129 | 57.825 | 4       |
| 5    | 27 | Robin Frijns           | Andretti                  | 57.145 |        | 5       |
| 6    | 66 | Daniel Abt             | ABT Schaeffler Audi Sport | 57.151 |        | 6       |
| 7    | 9  | Sébastien Buemi        | Renault e.Dams            | 57.189 |        | 7       |
| 8    | 8  | Nicolas Prost          | Renault e.Dams            | 57.284 |        | 8       |
| 9    | 7  | Jérôme d'Ambrosio      | Dragon Racing             | 57.288 |        | 9       |
| 10   | 21 | Bruno Senna            | Mahindra Racing           | 57.383 |        | 10      |
| 11   | 25 | Jean-Éric Vergne       | DS Virgin Racing          | 57.496 |        | 11      |
| 12   | 28 | Simona de Silvestro    | Andretti                  | 57.696 |        | 12      |
| 13   | 88 | Oliver Turvey          | NEXTEV TCR                | 57.952 |        | 13      |
| 14   | 1  | Nelson Piquet Jr.      | NEXTEV TCR                | 58.015 |        | 17      |
| 15   | 12 | Mike Conway            | Venturi                   | 58.144 |        | 14      |
| 16   | 77 | Salvador Durán         | Team Aguri                | 58.417 |        | 15      |
| 17   | 6  | Loïc Duval             | Dragon Racing             | 59.049 |        | 16      |
| SQ   | 55 | António Félix da Costa | Team Aguri                | 57.079 | 57.198 | 18      |

### Gara
| Pos.   | Nº | Pilota                 | Squadra                   | Giri | Tempo/Ritiro | Griglia | Punti |
| ------ | -- | ---------------------- | ------------------------- | ---- | ------------ | ------- | ----- |
| 1      | 11 | Lucas Di Grassi        | ABT Schaeffler Audi Sport | 41   | 45:11.582    | 2       | 25    |
| 2      | 4  | Stéphane Sarrazin      | Venturi                   | 41   | +0.787       | 3       | 18    |
| 3      | 66 | Daniel Abt             | ABT Schaeffler Audi Sport | 41   | +1.685       | 6       | 15    |
| 4      | 23 | Nick Heidfeld          | Mahindra Racing           | 41   | +2.343       | 4       | 12    |
| 5      | 21 | Bruno Senna            | Mahindra Racing           | 41   | +4.968       | 10      | 10    |
| 6      | 2  | Sam Bird               | DS Virgin Racing          | 41   | +5.229       | 1       | 11    |
| 7      | 7  | Jérôme d'Ambrosio      | Dragon Racing             | 41   | +6.735       | 9       | 6     |
| 8      | 6  | Loïc Duval             | Dragon Racing             | 41   | +8.057       | 16      | 4     |
| 9      | 28 | Simona de Silvestro    | Andretti                  | 41   | +10.505      | 12      | 2     |
| 10     | 12 | Mike Conway            | Venturi                   | 41   | +10.900      | 14      | 1     |
| 11     | 8  | Nicolas Prost          | Renault e.Dams            | 41   | +11.205      | 8       |       |
| 12     | 88 | Oliver Turvey          | NEXTEV TCR                | 41   | +17.417      | 13      |       |
| 13     | 25 | Jean-Éric Vergne       | DS Virgin Racing          | 40   | Ritiro       | 11      |       |
| 14     | 77 | Salvador Durán         | Team Aguri                | 40   | +1 giro      | 15      |       |
| 15     | 27 | Robin Frijns           | Andretti                  | 40   | +1 giro      | 5       |       |
| 16     | 9  | Sébastien Buemi        | Renault e.Dams            | 38   | Incidente    | 7       | 2     |
| Rit    | 55 | António Félix da Costa | Team Aguri                | 33   | Ritiro       | 18      |       |
| Rit    | 1  | Nelson Piquet Jr.      | NEXTEV TCR                | 32   | Incidente    | 17      |       |
| Fonte: |    |                        |                           |      |              |         |       |

## Classifiche

### Piloti
|  | Pos. | Pilota            | Punti |
|  | ---- | ----------------- | ----- |
|  | 1    | Lucas Di Grassi   | 101   |
|  | 2    | Sébastien Buemi   | 100   |
|  | 3    | Sam Bird          | 71    |
|  | 4    | Jérôme d'Ambrosio | 64    |
|  | 5    | Stéphane Sarrazin | 48    |

### Squadre
|  | Pos. | Squadra                   | Punti |
|  | ---- | ------------------------- | ----- |
|  | 1    | Renault e.Dams            | 138   |
|  | 2    | ABT Schaeffler Audi Sport | 132   |
|  | 3    | Dragon Racing             | 112   |
|  | 4    | DS Virgin Racing          | 77    |
|  | 5    | Mahindra Racing           | 61    |